# 山姆·塔里

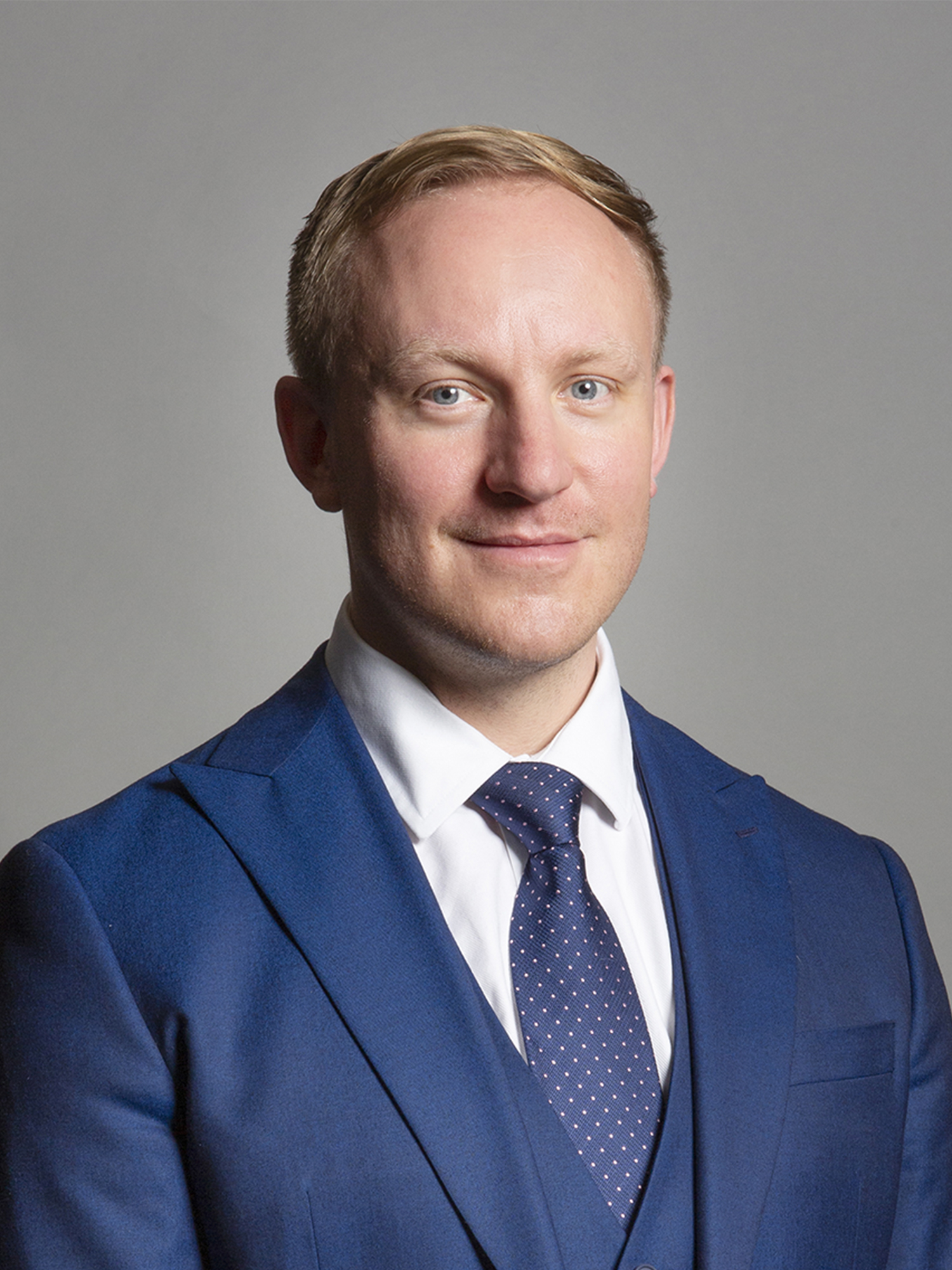

山姆·塔里（英語：Samuel Peter Tarry；1982年8月28日—）是英國的一位政治家，所屬政黨是工黨。他在2019年英國大選中當選南伊爾福德的議員。